# Sandra Erpe
Sandra Erpe, slovenska kantavtorica, pesnica in književnica, * 1993, Novo mesto, Slovenija

## Kantavtorstvo
Z glasbo se ukvarja od svojega osmega leta, ko je na glasbeni šoli začela igrati klavir, pela je tudi v zboru. Pozneje je obiskovala tudi (zasebne) ure kitare – te se je sicer v veliki meri naučila sama – in solo petja.
Njena prva skladba je bila »Kot v ognju papir« (2013), s katero se je uvrstila v finale Nove scene 18. festivala FeNS. Glasbo in besedilo zanjo – kot tudi za vse poznejše pesmi – je napisala sama. Leta 2015 je na Kantfestu prejela bronasto kanto (tj. tretjo nagrado strokovne žirije). Širšemu slovenskemu občinstvu je postala znana, ko je sodelovala v 5. sezoni šova Slovenija ima talent (2015); prišla je do polfinala (izpadla je v 3. polfinalni oddaji, 15. novembra). Na dan, ko je bila predvajana njena avdicija pred žiranti (18. oktobra), je na Youtubu objavila pesem »Sinonim za mojo mladost«, s katero se je v šovu tudi predstavila. Ta je več kot pol leta pozneje (3. junija 2016) postala popevka tedna na Valu 202. Maja 2016 je na festivalu mladinske kulture Vizije 2016 v Novi Gorici prejela nagrado rock vizionar za celostni avtorski izraz. Novembra je sledil singel »Tropski dež«, za katerega je leta 2018 posnela svoj prvi videospot, ki je nastal v sklopu natečaja SpotVizija 2017 (na Youtubu je bil objavljen 11. septembra 2018).
Maja 2017 je pri založbi Dallas Records izšel njen albumski prvenec Sinonim za mojo mladost, pri katerem je bil glavni aranžer in producent Zmago Šmon (Zed Smon), aranžmaje pa sta prispevala tudi Peter Dekleva in Darko Barbič. Na 3. podelitvi zlatih piščali (ki je bila junija 2017) je bila nominirana v kategoriji novinec leta 2016. Septembra je na radijske valove poslala še zadnji singel z albuma, »Lovilec sanj«.
Februarja oz. marca 2018 je predstavila povsem novo pesem »Sedež ob oknu«, s katero je nakazala odmik od svojega dotedanjega ustvarjanja in napovedala drugo ploščo. Posneta je bila v sklopu projekta Imamo novo glasbo, ki sta ga organizirala Ministrstvo za kulturo in RTV Slovenija, in bila uvrščena na istoimensko kompilacijo (Imamo novo glasbo 01). Novembra se je vrnila na oder Kantfesta in tokrat domov odnesla zlato kanto.
Jeseni 2020 je v samozaložbi izdala svoj drugi album Samote. Pri aranžmajih so ji pomagali glasbeniki, s katerimi je album posnela: Jan Peteh, Sašo Piskar, Andrej Marinčič, Jure Tori in Miro Tomšič. Na njem je še bolj do izraza prišlo njeno pesništvo, saj vsebuje brano in uglasbeno poezijo (7 skladb, ki jih uvaja 7 recitiranih pesmi, ki delujejo kot njihovi prologi); zvrstno pa gre za preplet kantavtorstva z džezovskimi prvinami in šansonom (medtem ko je bila njena prva plošča bolj popovska, čeprav se je tudi na njej že spogledovala z drugimi žanri – džezom, bluesom, r'n'b-jem, soulom in rockom). Njegov izid je pospremil singel »Parkirna mesta«.

## Poezija in drugo literarno ustvarjanje
Poleg glasbenega se ukvarja tudi z literarnim ustvarjanjem. Piše predvsem poezijo, pa tudi kratke zgodbe. Pesmi in kratko prozo je objavljala v različnih literarnih revijah (LUD Literatura, Novi zvon, Mentor, Rast, Koridor, Poetikon, Provinca, Apokalipsa, Spirala). Svoje pesmi je leta 2018 zbrala v pesniški zbirki Prtljaga. Leto pozneje je izšla biografija Amy Winehouse s preprostim naslovom Amy Winehouse.

## Akademska pot
Študirala je primerjalno književnost in literarno teorijo na Filozofski fakulteti v Ljubljani. Leta 2015 je diplomirala iz angleške poezije prve svetovne vojne, leta 2018 pa je pod mentorstvom Borisa A. Novaka magistrirala iz kantavtorstva na Slovenskem. Trenutno je študentka doktorskega študija humanistike in družboslovja na Filozofski fakulteti v Ljubljani, smer literarne vede.

## Diskografija

### Albumi
- 2017: Sinonim za mojo mladost
- 2020: Samote

### Singli
| Leto | Naslov                  | Album                   |
| ---- | ----------------------- | ----------------------- |
| 2013 | Kot v ognju papir       | —                       |
| 2015 | Sinonim za mojo mladost | Sinonim za mojo mladost |
| 2016 | Tropski dež             | Sinonim za mojo mladost |
| 2017 | Lovilec sanj            | Sinonim za mojo mladost |
| 2018 | Sedež ob oknu           | Samote                  |
| 2020 | Parkirna mesta          | Samote                  |

Kot gostujoča izvajalka
- 2020: Čustva – Dare Acoustic ft. Sandra Erpe